# Canviem L'H
Canviem L’H va ser la coalició electoral d'esquerres de l'Hospitalet de Llobregat amb la qual va concórrer Iniciativa per Catalunya Verds, Esquerra Unida i Alternativa, el Partit Pirata i Entesa pel Progrés Municipal a les eleccions municipals de 2015 per l'Hospitalet de Llobregat.
Amb 3 regidors, va tenir grup municipal propi de 2015 a 2019, encapçalat per la cap de llista Ana González (Esquerra Unida i Alternativa). Les principals actuacions com a grup de l'oposició fan referència a:
- Denúncia a Antifrau per la contractacio de funcionaris.[1]
- Recursos judicials per aturar el PDU (Pla de Desenvolupament Urbanístic) de la Gran Via.[2]

La coalició va extingir-se per les eleccions municipals de 2019, ja que la nova confluència L'Hospitalet En Comú Podem–En Comú Guanyem no va incloure Iniciativa per Catalunya Verds ni el Partit Pirata com fins aleshores.